# Prix Canon de la femme photojournaliste

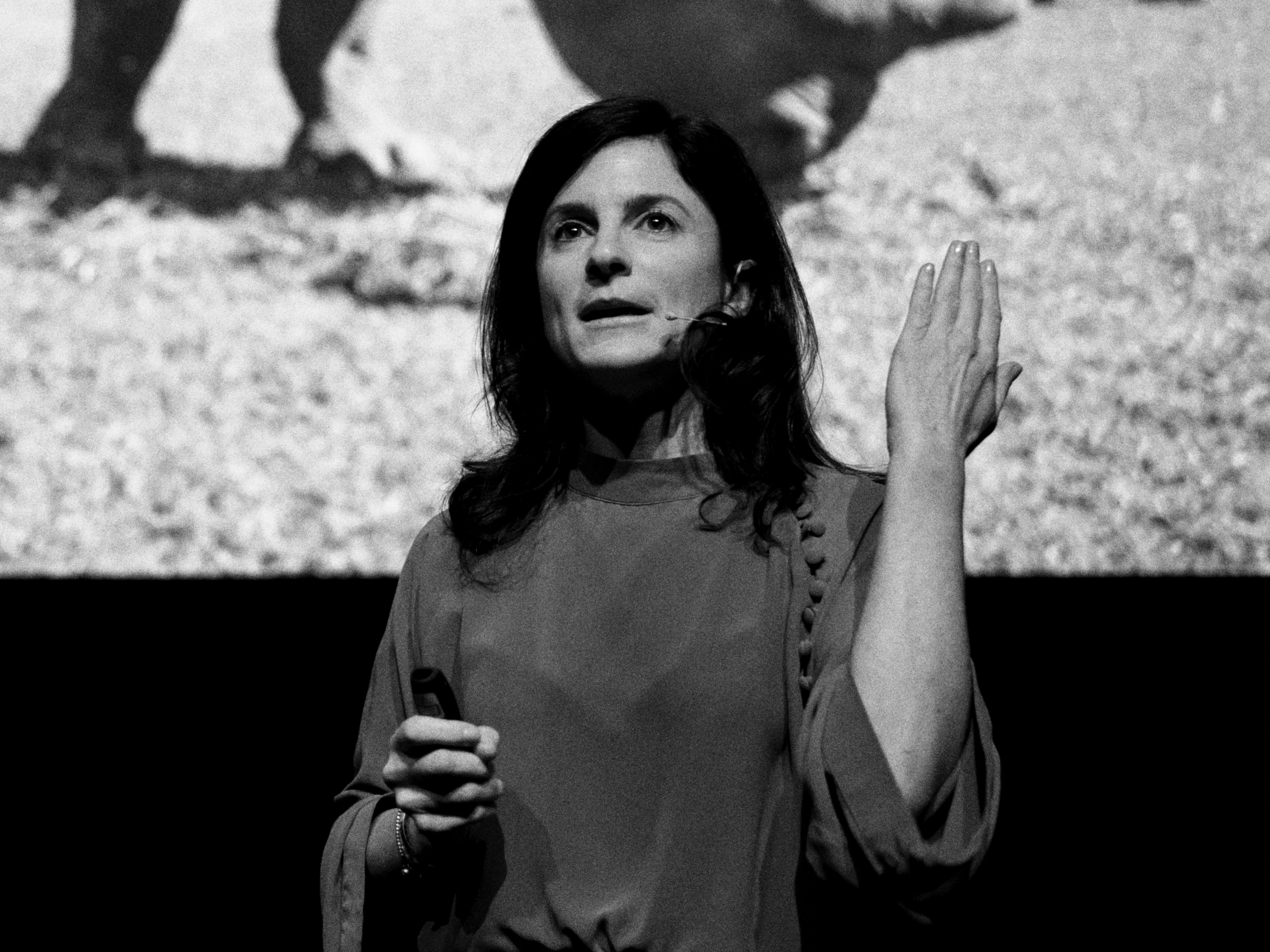
Ami Vitale získala cenu v roce 2003

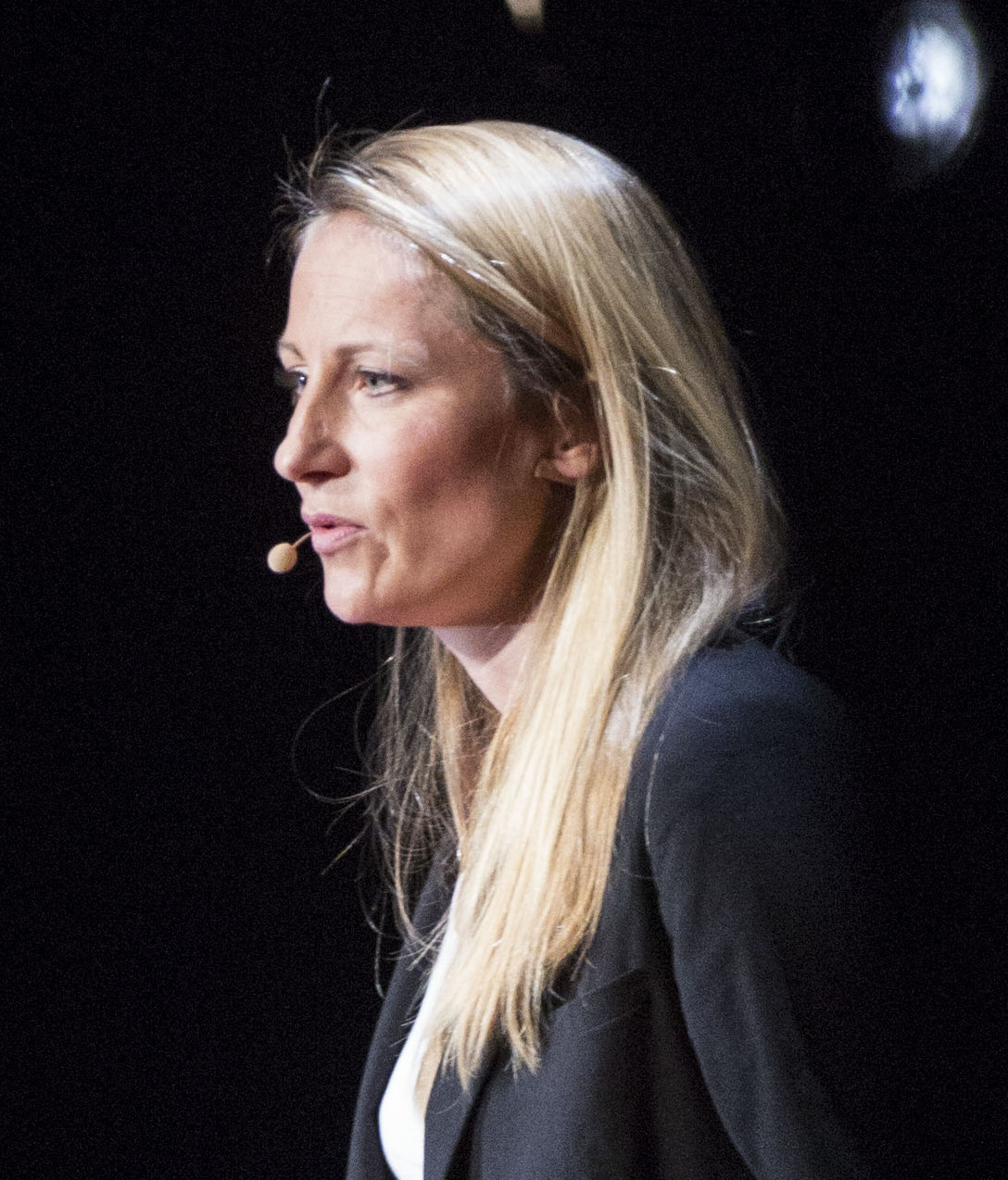
Véronique de Viguerie získala cenu v roce 2006

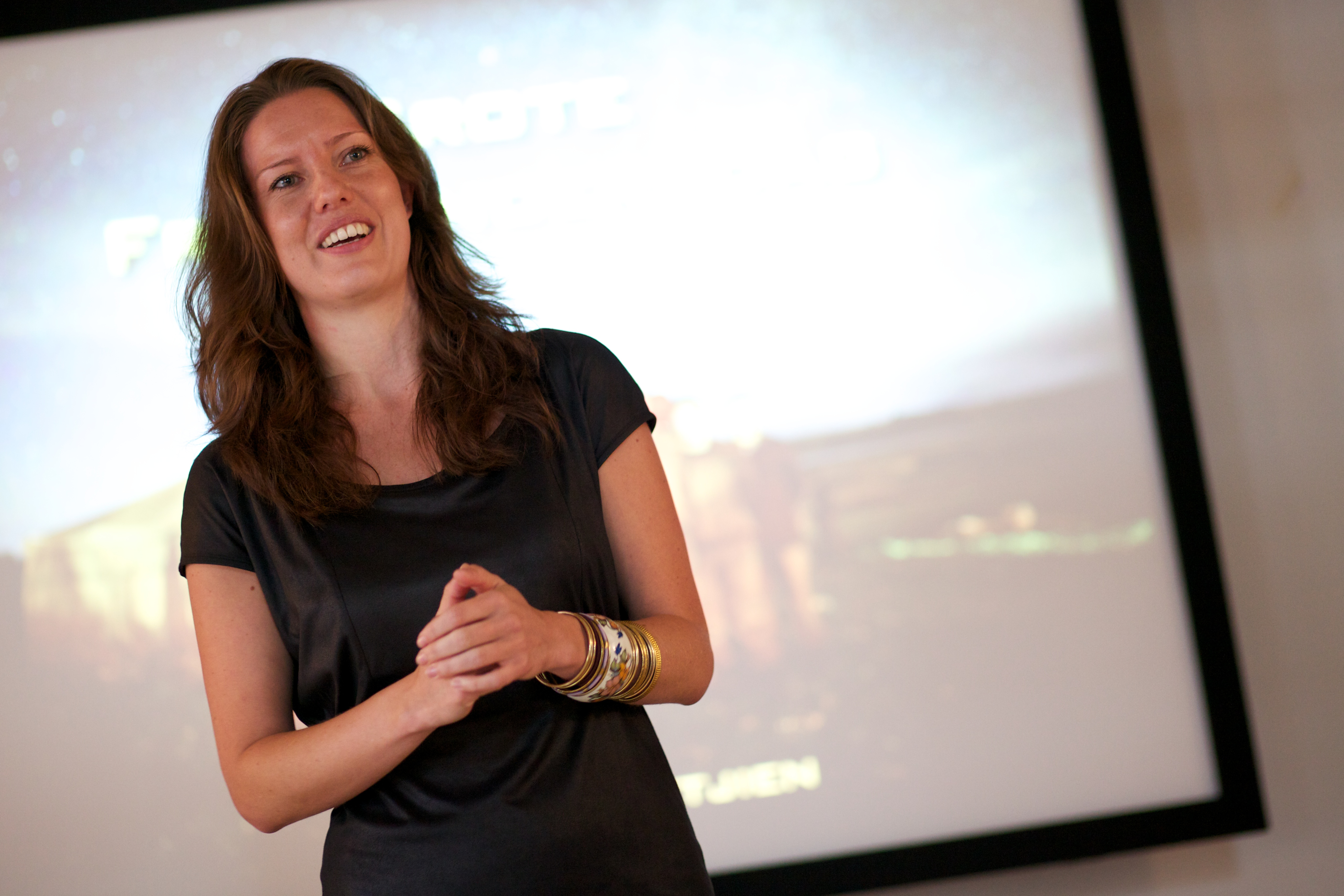
Ilvy Njiokiktjien získala cenu v roce 2011

Ocenění Prix Canon de la femme photojournaliste (Cena Canon pro novinářskou fotografku) je cena udělovaná od roku 2001 společností Association de femmes journalistes ve spolupráci s firmou Canon Inc. Je dotovaná částkou 8000 euro a slouží každý rok jako podpora pro fotografku na volné noze, která zrealizuje kvalitní a hluboký projekt.

## Seznam vítězek
Seznam vítězek:
- 2001: Magali Delporte
- 2002: Sophia Evans
- 2003: Ami Vitale
- 2004: Kristen Ashburn
- 2005: Claudia Guadarrama
- 2006: Véronique de Viguerie
- 2007: Axelle de Russé
- 2008: Brenda Kenneally
- 2009: Justyna Mielnikiewicz
- 2010: Martina Bacigalupo
- 2011: Ilvy Njiokiktjien
- 2012: Sarah Caron[2]
- 2013: Mary Calvert
- 2014: Viviane Dalles
- 2015: Anastasia Rudenko
- 2016: Darcy Padilla / Vu
- 2017: Catalina Martin-Chico[3]
- 2018: Laura Morton[4]
- 2019: Anush Babajanyan
- 2020: Sabiha Çimen za cyklus Hafizas, les gardiennes du Coran[5]
- 2021: Acacia Johnsonová za projekt o každodenním životě pilotů na Aljašce[6]
- 2022: Natalya Saprunova – Zeppelin[7]
- 2023:
- 2024:
- 2025: